# Tipula (Triplicitipula) quaylii
Tipula (Triplicitipula) quaylii is een tweevleugelige uit de familie langpootmuggen (Tipulidae). De soort komt voor in het Nearctisch gebied.